# Бродски новац
Бродски новац (енг. Ship money) је био порез средњовековног порекла који се повремено сакупљао у Краљевини Енглеској до средине 17. века. Уобичајено се порез разрезивао на становнике обалних области Енглеске. Био је то један од неколико пореза које су енглески краљеви сакупљали без дозволе Парламента. Покушај краља Чарлса да 1634. године уведе овај порез и прошири га и на унутрашње области Енглеске без одобрења Парламента изазвао је жесток отпор. Отпор бродском новцу један је од разлога који су довели до избијања Грађанског рата.